# Esqui aquático nos Jogos Pan-Americanos de 2015 - Truques feminino
A competição do truques feminino foi um dos eventos do esqui aquático nos Jogos Pan-Americanos de 2015, em Toronto. Foi disputada no canal oeste do Lago Ontário entre os dias 20 e 23 de julho.

## Calendário
Horário local (UTC-4).
| Data        | Horário | Fase         |
| ----------- | ------- | ------------ |
| 20 de julho | 13:45   | Preliminares |
| 23 de julho | 11:45   | Finais       |

## Medalhistas
| Ouro   | PER Natalia Cuglievan  |
| Prata  | CAN Whitney McClintock |
| Bronze | USA Erika Lang         |

## Resultados

### Preliminares
Os seis melhores atletas se classificaram para a final.
| Colocação | Atleta             | Nacionalidade      | Resultados | Notas |
| --------- | ------------------ | ------------------ | ---------- | ----- |
| 1         | Erika Lang         | USA Estados Unidos | 8590       | Q     |
| 2         | Whitney McClintock | CAN Canadá         | 7920       | Q     |
| 3         | Natalia Cuglievan  | PER Peru           | 7840       | Q     |
| 4         | Regina Jaquess     | USA Estados Unidos | 6480       | Q     |
| 5         | Carolina Chapoy    | MEX México         | 5740       | Q     |
| 6         | Valentina Gonzalez | CHI Chile          | 5330       | Q     |
| 7         | Paula Jaramillo    | COL Colômbia       | 4910       |       |
| 8         | Alexandra De Osma  | PER Peru           | 4180       |       |
| 9         | Fernanda Naser     | CHI Chile          | 4070       |       |
| 10        | Lorena Botana      | ARG Argentina      | 1870       |       |
| 11        | Delfina Cuglievan  | PER Peru           | 1040       |       |

### Finais
| Colocação         | Atleta             | Nacionalidade      | Resultados | Notas |
| ----------------- | ------------------ | ------------------ | ---------- | ----- |
| Medalha de ouro   | Natalia Cuglievan  | PER Peru           | 8360       |       |
| Medalha de prata  | Whitney McClintock | CAN Canadá         | 8030       |       |
| Medalha de bronze | Erika Lang         | USA Estados Unidos | 8000       |       |
| 4                 | Carolina Chapoy    | MEX México         | 5870       |       |
| 5                 | Valentina Gonzalez | CHI Chile          | 4350       |       |
| 6                 | Regina Jaquess     | USA Estados Unidos | 4100       |       |